# Moslimenclave van Lucera

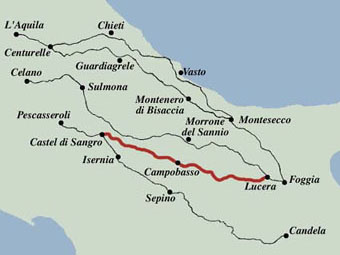
Omgeving van Lucera

De moslimenclave van Lucera of Lucaera Saracenorum ontstond ten tijde van de regeerperiode van keizer Frederik II (1220-1224), waarbij alle moslims van het koninkrijk Sicilië werden gedeporteerd naar de stad Lucera. Ze hield op te bestaan met de komst van Karel II van Napels (1300), waarbij alle moslims werden verbannen of verkocht als slaaf.

## Achtergrond
Voor de verovering van Zuid-Italië door de Normandiërs was Sicilië gedurende 250 jaar in handen van de Arabieren. De stichter van het koninkrijk Sicilië, Rogier II van Sicilië was een breed denkend heerser en was voor godsdienstvrijheid als aantrekkingspool voor wetenschap en handel. De Arabisch-Normandische kunststijl is een voortbrengsel van deze politiek.
Keizer Frederik II was nog een kind toen zijn moeder Constance van Sicilië (1154-1198) stierf. Net voor haar dood stelde ze paus Innocentius III (1198-1216) aan als zijn voogd. Innocentius III was het toonbeeld van de strijd tegen de ketterij. Tussen 1212 en 1220 verbleef Frederik II in Duitsland en was beperkt in zijn uitvoerende macht. Intussen werd in Sicilië de druk op niet-christenen opgevoerd. Een groot deel van hen verliet het land en een ander deel kwam in opstand.
Na in 1220 in Rome tot keizer te zijn gekroond, beloofde Frederik aan paus Honorius III op kruistocht te gaan. Om de ketterij harder aan te pakken reisde hij door naar Sicilië. Het plan om alle moslims, men spreekt hier over 60.000 mensen, te verplaatsen naar Apulië en Calabrië op het vasteland, verder van Afrika en de Levant, was hem genegen, totale verwijdering niet. 

## Enclave
Een poging van een aantal moslims in 1239 om terug te keren naar Sicilië verhardde de concentratie van de moslimgemeenschappen in Lucera en Apulië. Tegen 1240 hadden de hervestigingen plaatsgevonden, met 20.000 moslims in Lucera, 30.000 in andere nabijgelegen delen van Apulië en de overige 10.000 buiten Apulië. Op die manier had de koninklijke autoriteit volledige controle. Ze waren niet vrijgesteld van belastingen noch van militaire dienst.
De moslimgemeenschap van Lucera had de volledige vrijheid om haar eigen religie en riten te beoefenen. Het had een eigen moskee (jamiʿ'), Koranscholen (Agarenorum gymnasia) en een qadi, die geschillen tussen moslims kon beoordelen met behulp van de islamitische shari'a-wetgeving. Ze kregen toestemming om landerijen en huizen te kopen en te bezitten, zowel binnen de stad als in de directe omgeving. Het waren deskundige landbouwers en vervaardigers van medicijnen.
Lucera was vanaf 1234 het centrum van een van de belangrijkste geautoriseerde handelsbeurzen, een van de zeven geautoriseerde in het land.

## Epiloog
Na de Slag bij Benevento in 1266 kwam het koninkrijk Sicilië in handen van Karel van Anjou, de broer van Lodewijk IX van Frankrijk. Hij was de man van de Zevende en de Achtste Kruistocht en niet bepaald moslimvriendelijk.
Zijn zoon Karel II van Napels was nog minder tolerant als het over niet-christenen ging. In 1300 gaf hij toestemming om de enclave met grond gelijk te maken. De meeste moslims van de stad, ongeveer tienduizend, werd gedood of als slaaf verkocht. Velen vonden asiel in Albanië aan de overkant van de Adriatische Zee. Hun moskeeën en andere gebouwen werden afgebroken.